# غرايم تشيرشل
غرايم تشيرشل (بالإنجليزية: Graeme Churchill)‏ هو لاعب كرة قدم بريطاني، ولد في 20 يوليو 1987 في غلاسكو في المملكة المتحدة. لعب مع بونيس يونايتد ونادي فالكيرك.

## وصلات خارجية
- غرايم تشيرشل على موقع قاعدة بيانات كرة القدم.إي يو (الإنجليزية)
- غرايم تشيرشل على موقع Soccerbase.com (لاعب) (الإنجليزية)